# Eric H. Cline
Pour les articles homonymes, voir Cline.
Eric H. Cline (né le 1er septembre 1960) est un historien, égyptologue et archéologue américain, professeur d'histoire ancienne et d'archéologie à l'université George-Washington de Washington.

## Biographie
Eric H. Cline, professeur d'histoire et d'anthropologie, dirige le Capitol Archaeological Institute de l'université George-Washington. Il a participé à de nombreuses fouilles en Grèce, en Crète, à Chypre, en Égypte, en Israël (Megiddo, Tel Kabri) et au Liban.

## Publications
- Sailing the Wine-Dark Sea: International Trade and the Late Bronze Age Aegean (1994, réédition 2009),  (ISBN 0-86054-765-5)
- Amenhotep III: Perspectives on His Reign (1998), University of Michigan Press,  (ISBN 0-472-10742-9)
- The Battles of Armageddon: Megiddo and the Jezreel Valley from the Bronze Age to the Nuclear Age (2000),  (ISBN 0-472-09739-3)
- Jerusalem Besieged: From Ancient Canaan to Modern Israel (2004),  (ISBN 0-472-11313-5)
- The Ancient Egyptian World (2005), écrit avec Jill Rubalcaba,  (ISBN 978-0-19-517391-8)
- Thutmose III: A New Biography (2006), édité avec David B. O'Connor,  (ISBN 978-0472114672).
- From Eden to Exile: Unraveling Mysteries of the Bible (2007),  (ISBN 1-4262-0084-6)
- Biblical Archaeology: A Very Short Introduction (2009),  (ISBN 0-19-534263-1) Traduction française : Introduction à l'archéologie biblique, éditions Albin Michel (2015).
- The Oxford Handbook of the Bronze Age Aegean (2010),  (ISBN 978-0-19-536550-4)
- Digging for Troy: From Homer to Hisarlik (2011), Charlesbridge Publishing,  (ISBN 978-1-58089-327-5)
- Ramesses III: The Life and Times of Egypt’s Last Hero (2012), University of Michigan Press,  (ISBN 0-472-11760-2)
- The Trojan War: A Very Short Introduction (2013), Oxford University Press,  (ISBN 0-199-76027-6)
- 1177 B.C.: The Year Civilization Collapsed (2014), Princeton University Press,  (ISBN 978-0-691-14089-6) Traduction française : 1177 avant J.-C. : Le jour où la civilisation s'est effondrée : traduction par Philippe Pignarre, La Découverte (2016),  (ISBN 978-2-7071-9061-1)[2].
- Trois pierres, c'est un mur…, CNRS, 2018, 445 p.
- After 1177 B.C.: The Survival of Civilizations (2024),  (ISBN 978-0691192130) Traduction française : La survie des civilisations: Après 1177 av. J.-C. : traduction par Marc Saint-Upéry, La Découverte (2024)  (ISBN 978-2348083808)[3].